# 列支敦斯登國旗
列支敦士登國旗（德語：Flagge Liechtensteins）由兩條分別為藍色以及紅色的橫條組成，而左上方則有一個金色王冠。該旗在1921年正式納入當地憲法和採用，並自此成為列支敦士登的官方旗幟。

## 歷史
列支敦士登於1719年成為神聖羅馬帝國內的一個親王國，並隨後在1866年完全取得獨立。這段時期該國國旗是由同樣於國徽上使用的紅色和金色組成，但後來卻改為當地御林軍的軍服顏色紅色以及藍色，而這兩種顏色則由約瑟夫·文策爾一世大公在1764年首次採用。
1921年10月，列支敦士登新憲法完成制定並公佈，使原本使用中的紅藍兩色旗幟正式得到「官方地位」。15年後，由於該國政府於1936年夏季奧林匹克運動會上發現自己的國旗顏色與海地國旗相同，所以列支敦士登便決定在旗幟左上方加上該國大公的皇冠，並於1937年6月24日正式生效。该国政府認為這樣的做法除了可以跟海地國旗作出區分外，也能夠彰顯列支敦士登的親王國地位。

## 國旗格式

列支敦士登國旗的設計格式樣本。

## 象徵意義
列支敦士登國旗中的藍色代表天空，紅色間接提到當地各個家庭在晚上燃點的爐火，而左上方的王冠則象徵「人民與其大公的團結」。另一方面，皇冠上的顏色於各類文獻之中有著不同的理解，其中世界概況以及路透社把其描述為金色，而其他資料如威特內·史密夫（Whitney Smith）在大英百科全書中則主張它實際上是黃色。

## 歷代國旗

1719年–1852年
1852年–1921年
1921年–1937年
1937年–1982年

## 政府旗帜

列支敦士登亲王旗
列支敦士登政府旗
列支敦士登王室王子旗

## 類似設計
- 海地國旗

## 外部連結
- 世界旗帜网（FOTW）的列支敦士登國旗資訊
- （德文）列支敦士登國旗之法律文件原本